# Залеський Тадей Степанович
Тадей Степанович Залеський (28 серпня 1883, Тростянець Малий, нині Золочівський район, Львівська область — 1976, Трентон, США) — український педагог, громадсько-політичний діяч, делегат Української національної ради ЗУНР. Брат Осипа Залеського.

## Життєпис
Закінчив Золочівську гімназію, філософський факультет Львівського університету. У роки навчання брав участь у демонстраціях з вимогою викладання в навчальних закладах українською мовою, у голодівках-протестах, у виборчих кампаніях.
В 1905 році став членом НТШ, 1905—1907 рр. був членом «Академічної громади», членом управи, бібліотекарем. Будучи членом таємного гуртка «Молода Україна» і просвітнього гуртка виїжджав з лекціями до читальні по селах, вів курси для малограмотних. У 1909—1913 роках учителював у місті Заліщики: 1909—1911 р. в учительській семінарії, 1911—1913 р. — приватній жіночій семінарії.
11 листопада 1911 року склав державний іспит, отримав право працювати вчителем державних шкіл (праця «Драматичні твори Панька Куліша»).
Засновник філії «Рідної школи» у Заліщиках, організатор гуртків у селах Бедриківці, Блищанка, допомагав організувати філії товариства «Сільський господар» у Товстому. Він був активним членом Українського педагогічного товариства, управи «Просвіти», організатором і неплатним управителем Української бурси в Заліщиках і Товстому.
В 1913—1920 рр. учителював у Першій гімназії в місті Самбір. 1914—1915 рр. викладав на семінарійних учительських курсах у м. Відні. 16 травня 1918 року зголосився до Українських січових стрільців. 1918 року вибраний послом від округи Самбора (Самбірського повіту ЗУНР) до Українського парламенту у місті Станиславові (нині Івано-Франківськ), був учасником проголошення Соборної Української держави.
За участь у проголошенні ЗУНР польська влада арештувала його і заслала на 7 місяців до концентраційного табору в Бересті-Литовському у «Бугшопах», пізніше у Стшалкові і Домб'ю.
У 1924 році одружився з учителькою Марією Володимирівною Шанковською з Нижбірка (біля Копичинець, дочка о. Северина Шанковського і Льонгини Калинович).
Тадей Залеський вчителював у Стрию на Львівщині. У 1920—1944 рр. — професор утраквістичних (тобто 2-мовних, українсько-польських) відділів державної гімназії, 1921—1925 рр. був також директором і вчителем української жіночої семінарії «Рідна школа».
1944 року виїхав з дружиною до Сянока, згодом обставини завели їх до Словаччини (село Немці). Перебував у концтаборі Штрасгоф (Австрія), у пересильних таборах Аусбурга, Нового Ульма. Після Другої світової війни емігрував до Канади.
1948—1950 рр. проживав у Вінніпегу, пізніше переїхав до Торонто. Заснував разом з дружиною Організація українських педагогів, був співорганізатором Учительського педагогічного товариства.
У 1971 році переїхав з дружиною до Нью-Джерсі (США).
Тадей Залеський — автор багатьох наукових праць.

## Твори
- «Т. З-й» «Спомини про І. Франка» // Літературно-науковий вісник. — 1930 р. — Т.—103. — С. 657—659
- «Т. З-й» «Спомини про І. Франка» // Іван Франко у спогадах сучасників. — Львів: Каменяр, 1972. — С. 222—225.
- Залеський Т. Українські бурси та їх організація // Українська учительська громада. — Львів, 1918.
- Залеський Т. Слово у розумінні Шевченка // Київ. — Філадельфія, 1963. — ч. 5—6.
- Залеський Т. Шевченко і Мазепа // Київ. — Філадельфія, 1964. — ч. 3.
- Залеський Т. Шевченко і Галичина. — Київ, 1964, ч. 4.
- Залеський Т. Маркіян Шашкевич-Соборник // Шашкевичіана. — 1965, ч. 4—5.
- Залеський Т. До характеристики української провідної верстви 2-ї половини 18-го століття // Гомін України. — 1963—1964.
- Залеський Т. Маркіян Шашкевич — соборник // Маркіян Шашкевич на Заході/ Упорядкування і редакція Я.Розумний.— Вінніпег, 2007. — С. 274—279.